# Hirtzia
Hirtzia é um género botânico pertencente à família das orquídeas (Orchidaceae).